# Helena Wessman
Helena Elisabet Wessman, född 28 januari 1964 i Viby i Östergötland, är en svensk musikchef. 
Helena Wessman växte upp på Gotland där hennes föräldrar drev musikförlag. Fadern Sven Wessman (1927–2016) var även känd som kantor och körledare.
Helena Wessman har varit anställd musiker (trombonist) vid Regionmusiken i Linköping och Musik i Uppland, frilans i svenska orkestrar och ensembler, informationschef och biträdande direktör för Västmanlandsmusiken, rektor för Högskolan för scen och musik vid Göteborgs universitet 2007–2009 och VD och konstnärlig chef för Göteborgs Symfoniker 2009–2014. 2012 invaldes hon som ledamot av Kungliga Musikaliska Akademien.. 2014–19 var hon konserthuschef för Berwaldhallen med Sveriges Radios symfoniorkester och Radiokören i Stockholm. 2019 tillträdde hon som rektor för Kungliga Musikhögskolan i Stockholm.
Helena Wessman är förbundsordförande i Sveriges Körförbund, vice ordförande i Stiftelsen El Sistema och ledamot av styrelsen för Kungliga Musikaliska Akademien. Tidigare uppdrag omfattar insynsrådet för Statens Musikverk och styrelserna för Kungliga Musikhögskolan, Svensk Scenkonst, Bergens Filharmoniska Orkester, Vara Konserthus, Föreningen Skådebanan i Västra Götaland med driftbolaget TILLT samt Föreningen Göteborgs Internationella Orgelakademi.[källa behövs]

## Utmärkelser
- Göteborgs stads förtjänsttecken (2014)
- H. M. Konungens medalj av 8:e storleken i Serafimerordens band (2017) för framstående insatser inom svenskt musikliv